# Soulsister (Belgische band)
Soulsister is een Belgische rockband bestaande uit Jan Leyers en Paul Michiels. Soulsister (ook wel bekend als SoulSister, The Soul Sisters en Leyers, Michiels and SoulSister) was actief van 1986 tot 1995 en was dit sinds 2007 tot 2023 opnieuw. Soulsister speelt een mix van soul en pop.

## Geschiedenis
Tot 1985 zat Paul Michiels bij de Brits-Belgische rockband Octopus, waarna hij enkele solosingles had uitgebracht. Na een optreden in Heist-op-den-Berg, de geboorteplaats van Michiels, stelde Jan Leyers zich aan hem voor. Dit leidde maanden later tot het opnemen van enkele singles. Guy Brulez van platenfirma EMI Group beluisterde de demo en liet, op voorwaarde dat beide mannen meer aan hun imago gingen werken, het nummer You Get To Me op single uitbrengen. Dit was in 1986 het debuut van Michiels en Leyers, onder de naam The Soul Sisters.
Hierop volgden de zelfgeschreven liedjes Talk about It en Like a Mountain. De hit The Way to Your Heart uit 1988 was de grote doorbraak voor The Soul Sisters. Om verwarring te vermijden was de naam reeds veranderd in Soulsister. In diverse Europese landen werd het nummer een superhit en klom in de Billboard Hot 100 tot de 41ste plaats. In hetzelfde jaar kwam hun eerste album uit, It Takes Two. Wereldwijd werden er ruim 700.000 verkocht en ze toerden door heel Europa en de Verenigde Staten (oktober 1989).
In 1990 volgde het tweede album genaamd Heat, waarvan er in België al meer dan 100.000 werden verkocht. Meer dan een jaar stond het album in de Top 50. In 1992 volgde het album Simple Rule, in samenwerking met David Werner en Jules Shear geschreven.
Na dit album volgden nog diverse hits, waaronder Changes dat later door Tom Jones werd opgenomen.
In 1993 nam Sting Soulsister op in het voorprogramma van zijn Europese tournee Ten summoner's tales. Een jaar later nam Soulsister het laatste album Swinging Like Big Dogs op. Hierna volgde nog een Duitse tournee, maar Soulsister had door dat het voorbij was. In 1995 werd voor een laatste keer opgetreden in Beringen. Wel schreven de twee nog muziek voor de film Brylcream Boulevard en zongen zelf twee nummers in onder de naam the Blueberry Hillbillie's.
In 1997 werd met de uitgave van de compilatie-cd The Way to Your Heart aangekondigd dat dit het laatste album van Soulsister was. In 1999 kwam de tweede compilatie-cd uit, Try Not to Cry met als titelsong een niet eerder uitgebracht nummer en nieuwe hit.
Hierna scheidden de wegen van Paul Michiels en Jan Leyers zich. Michiels ging verder met zijn solocarrière en had nog enkele hits. Jan Leyers werkte na de scheiding nog aan enkele muziekprojecten, waarna hij de televisiewereld in ging.
In 2006 had Leyers Michiels te gast in zijn tv-programma Zomer op Eén. Na de show speelden ze samen nog wat oude nummers. Beiden hadden het gevoel dat het goed zat. Dit had tot gevolg dat er op 1, 7 en 8 maart 2008 een concert in het Antwerpse Sportpaleis werd gegeven.
Van 19 oktober tot 11 november 2007 was Soulsister te gast op Night of the Proms. Dit feest in het Sportpaleis was een opwarmertje voor het reünieconcert 2008. Ook werd er eind 2007 met slechts bescheiden succes een nieuwe single uitgebracht: Back In A Minute. Met de opvolger, How many waterfalls, haalde Soulsister in 2008 voor het eerst sinds bijna 10 jaar wel weer de hitlijsten.
In 2022 kregen ze bij de uitreiking van de MIA's van 2021 de Lifetime Achievement Award. Datzelfde jaar werden ze ook geëerd in De Eregalerij van Radio 2.
Vanaf de zomer van 2023 wordt Soulsister opnieuw op een lager pitje gezet.

## Leden
Door de jaren heen waren de volgende personen lid van Soulsister:
- Jan Leyers (zang, gitaar)
- Paul Michiels (zang, keyboard)
- Eric Melaerts (gitaar)
- Hervé Martens - Paul Poelmans (keyboard)
- Edi Conard (slaginstrumenten, achtergrondzang)
- Henri Ylen - Billy Overloop (saxofoon)
- Evert Verhees - Marc Van Puyenbroeck (Marco Rosso) (bas)
- Walter Mets - Graham Ward - Jan Cuyvers - Joost van den Broeck - Michael Schack (drums)

## Discografie

### Albums
Soulsister heeft de volgende albums uitgebracht:
- It Takes Two (1988)
- Heat (1990)
- Simple Rule (1992)
- Live Savings (live opgenomen in Brugge en Turnhout; 1993)
- Swinging Like Big Dogs (1994)
- The Way to Your Heart: The Very Best of Soulsister (1997)
- Try Not to Cry (1999)
- Het beste van Soulsister (2003)
- Original hits (2004)
- Platinum Collection (2007)
- Closer (2008)
- Alle 40 goed (2010)
- Soulsister Live (2011)

### Singles
| Single met eventuele hitnotering(en) in de Nederlandse Top 40 | Datum van verschijnen | Datum van binnenkomst | Hoogste positie | Aantal weken | Opmerkingen                       |
| ------------------------------------------------------------- | --------------------- | --------------------- | --------------- | ------------ | --------------------------------- |
| Like a mountain                                               | 1988                  | 21-5-1988             | tip             | -            |                                   |
| The way to your heart                                         | 1988                  | 3-12-1988             | 7               | 11           |                                   |
| Through before we even started                                | 1990                  | 17-11-1990            | tip             | -            | als Leyers, Michiels & Soulsister |
| Broken                                                        | 1993                  | 20-3-1993             | 31              | 4            |                                   |

| Single met hitnotering(en) in de Vlaamse Ultratop 50 | Datum van verschijnen | Datum van binnenkomst | Hoogste positie | Aantal weken | Opmerkingen |
| ---------------------------------------------------- | --------------------- | --------------------- | --------------- | ------------ | ----------- |
| The way to your heart                                | 1988                  | 12-11-1988            | 3               | 19           |             |
| Like a mountain                                      | 1989                  | 08-07-1989            | 21              | 3            |             |
| Through before we even started                       | 1990                  | 20-10-1990            | 3               | 15           |             |
| Well well well                                       | 1990                  | 26-1-1991             | 9               | 8            |             |
| Company                                              | 1991                  | 11-05-1991            | 15              | 8            |             |
| Facing love                                          | 1991                  | 03-08-1991            | 9               | 10           |             |
| She's gone                                           | 1991                  | 19-10-1991            | 19              | 6            |             |
| Locks and keys                                       | 1992                  | 11-04-1992            | 15              | 6            |             |
| Promises                                             | 1992                  | 04-07-1992            | 15              | 6            |             |
| Changes                                              | 1992                  | 24-10-1992            | 10              | 11           |             |
| Broken                                               | 1993                  | 23-01-1993            | 5               | 13           |             |
| Ain't that simple                                    | 1993                  | 01-05-1993            | 24              | 6            |             |
| Simple rule                                          | 1993                  | 31-07-1993            | 29              | 1            |             |
| So long ago                                          | 1993                  | 06-11-1993            | 31              | 4            |             |
| Wild love affair                                     | 1994                  | 22-10-1994            | 15              | 8            |             |
| Tell me what it takes                                | 1994                  | 31-12-1994            | 2               | 14           |             |
| I need some time                                     | 1995                  | 29-04-1995            | 36              | 2            |             |
| Keep on feeding me                                   | 1995                  | 28-10-1995            | 37              | 2            |             |
| Try not to cry                                       | 1999                  | 09-10-1999            | 46              | 3            |             |
| How many waterfalls                                  | 2008                  | 09-08-2008            | 5               | 5            |             |
| Last call                                            | 2010                  | 25-12-2010            | tip 9           | -            |             |
| I need your love                                     | 2022                  | 20-02-2022            | 49              | 1*           |             |

### NPO Radio 2 Top 2000
Van Soulsister stond alleen The Way To Your Heart in 1999 in de NPO Radio 2 Top 2000, op plek 1543.